# 毕世鸿
毕世鸿（1973年—）是一位中国国际关系学者。

## 生平
1973年出生于云南腾冲，1996年获得国际关系学院 (北京)学士学位，2002年获得早稻田大学硕士学位，2012年获得南开大学日本研究院历史学博士学位。2003年任教于云南大学国际关系研究院。并担任云南大学“一带一路”研究院副院长。

## 著作
- 《太平洋战争期间日本对东南亚的经济统制》，2012年8月，社会科学文献出版社，ISBN 9787509736272
- 《新加坡概论》，2012年12月，世界图书出版公司，ISBN 9787510018350
- 《柬埔寨经济社会地理》，2014年12月，世界图书出版公司，ISBN 9787510091056
- 《列国志·新加坡》，2016年1月，社会科学文献出版社，ISBN 9787509780985
- 《冷战后日本与湄公河国家关系》，2016年8月，社会科学文献出版社，ISBN 9787509794937
- 《区域外大国参与湄公河地区合作策略的调整》，2019年3月，中国社会科学出版社，ISBN 9787520342681

## 译作
- 《丰田一兆日元利润的经营哲学》，若山富士雄著，云南人民出版社，2004年5月，ISBN 9787222040670
- 《东印度公司与亚洲之海》，羽田正著，北京日报出版社，2019年11月，ISBN 9787547734438
- 《安南史研究Ⅰ》，山本达郎著，商务印书馆，2020年12月，ISBN 9787100167901